# Basszania
Basszania (ógörög Βασσανία, latin Bassania) az ókori Illíria egyik erődített települése volt a mai Északnyugat-Albánia területén, amelynek elhelyezkedése mindmáig bizonytalan, de vélhetően a Mat torkolatvidékén feküdt. Az i. e. 168. évi harmadik római–illír háború során az illírek sikertelenül ostromolták erődjét.

## Fekvése és története
Titus Livius történeti munkájában azt jegyezte le, hogy Basszania az Illír Királyság székvárosától, Lisszosztól 5 ezer lépésre vagy 5 mérföldre feküdt, római fennhatóság alatt, azaz valószínűleg déli irányban. Ezek alapján az Ardaxanosz (a mai Mat) folyó torkolatvidékén helyezkedhetett el, a modern Pllana település határában. A régészettudomány az egykori Lisszosz, a mai Lezha közelében csak az északnyugati irányban 20 kilométerre fekvő Bushat korabeli erődítését ismeri, ami viszont nem felel meg a Titus Livius által leírt helyszínnek. Egy albán–lengyel régészcsoport 2018 júniusában adott hírt arról, hogy ugyancsak Bushatnál felfedezték egy 20 hektáros, korabeli erődített település romjait, amely esetleg Basszaniával azonosítható.
Az egyébként a kevésbé jelentős illír városok közé tartozó Basszaniát főként az i. e. 168 januárjában és februárjában zajló harmadik római–illír háború kapcsán említik a források. A háború elején az illírek királya, Genthiosz Lisszoszban gyűjtötte össze 15 ezer harcosát, majd megtámadta Basszania erődítését. A Genuszosz völgyében táborozó, csaknem kétszeres túlerőben lévő rómaiak Lucius Anicius Gallus praetor vezetésével csakhamar felmentették a várost, majd röviddel ezt követően legyőzték az illír királyt.